# Gottesgabe
Gottesgabe es un municipio situado en el distrito de Mecklemburgo Noroccidental, en el estado federado de Mecklemburgo-Pomerania Occidental (Alemania), a una altitud de 58 metros. Su población a finales de 2016 era de 748 habs. y su densidad poblacional, 34 hab/km².
Se encuentra al sur del distrito, cerca de la frontera con el distrito de Ludwigslust-Parchim.